# Contea di Morris (New Jersey)
La contea di Morris, in inglese Morris County, è una contea del New Jersey settentrionale,  negli Stati Uniti. Il capoluogo è Morristown. Fa parte dell'area metropolitana di New York.

## Geografia fisica
La contea confina a nord-ovest con la contea di Sussex, a nord-est con la contea di Passaic, a est con la contea di Essex, a sud-est con la Contea di Union, a sud con le contee di Somerset e di Hunterdon e a ovest con la contea di Warren.
Il territorio è prevalentemente collinare, specie nel nord-ovest, dove raggiunge l'altezza massima di 425 metri, e più pianeggiante nel sud-est. A est e a sud est si estende la valle del fiume Passaic che fa da confine. Il fiume Pequannock e il suo emissario Pompton segnano tutto il confine settentrionale e nord-orientale prima di sfociare nel Passaic.
La regione settentrionale è ricca di laghi. A ovest, al confine con la contea di Sussex, si trovano il fiume Musconetcong il lago Hopatcong, il più esteso dello Stato.

## Storia

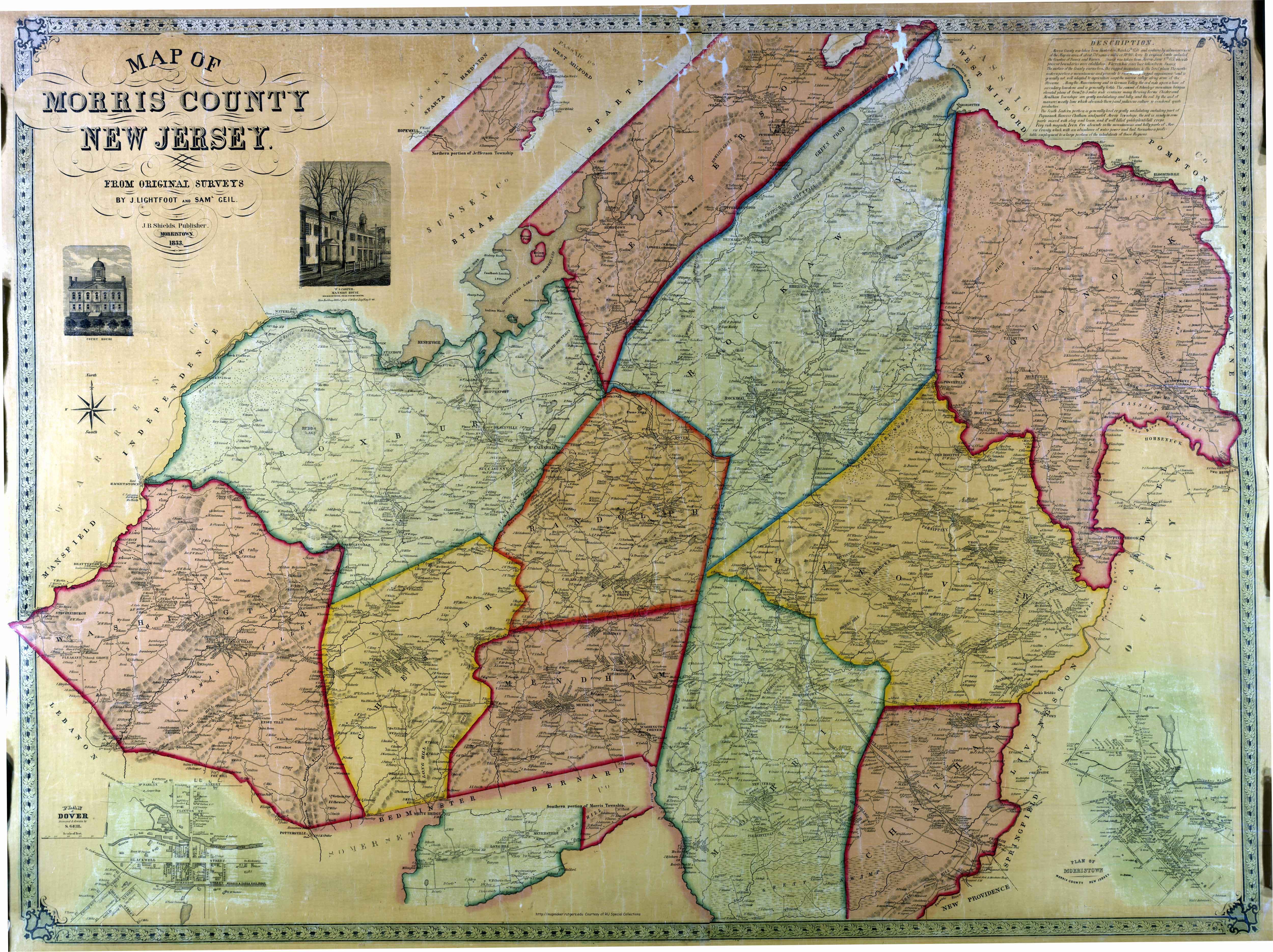
La contea di Morris nel 1853

L'area era abitata dai nativi Lenape prima dell'arrivo dei coloni europei. Entro il 1750 quasi tutti i nativi avevano lasciato la regione poiché le terre erano comprate dai coloni.
La contea fu fondata nel 1739 separando il suo territorio da quello della contea di Hunterdon. Fu nominata Morris dal nome del governatore della Provincia del New Jersey Lewis Morris. Durante la guerra d'indipendenza americana l'esercito di George Washington trascorse due inverni accampato nei pressi di Morristown.

Dopo l'indipendenza ebbe inizio lo sfruttamento delle miniere di ferro. Negli anni trenta del XIX secolo, per favorire il trasporto dei minerali, venne costruito il canale di Morris, che attraversava tutto lo Stato dal fiume Delaware a Philippsburg fino a Newark. Nello stesso  periodo la ferrovia raggiunse la contea. L'industria mineraria entrò in una fase di declino negli anni ottanta del XIX secolo quando furono scoperti i giacimenti più redditizi del Lago Superiore. Nei primi decenni del XX secolo molti dei più ricchi uomini d'affari di New York scelsero la contea come loro residenza e vi edificarono costose residenze di campagna.

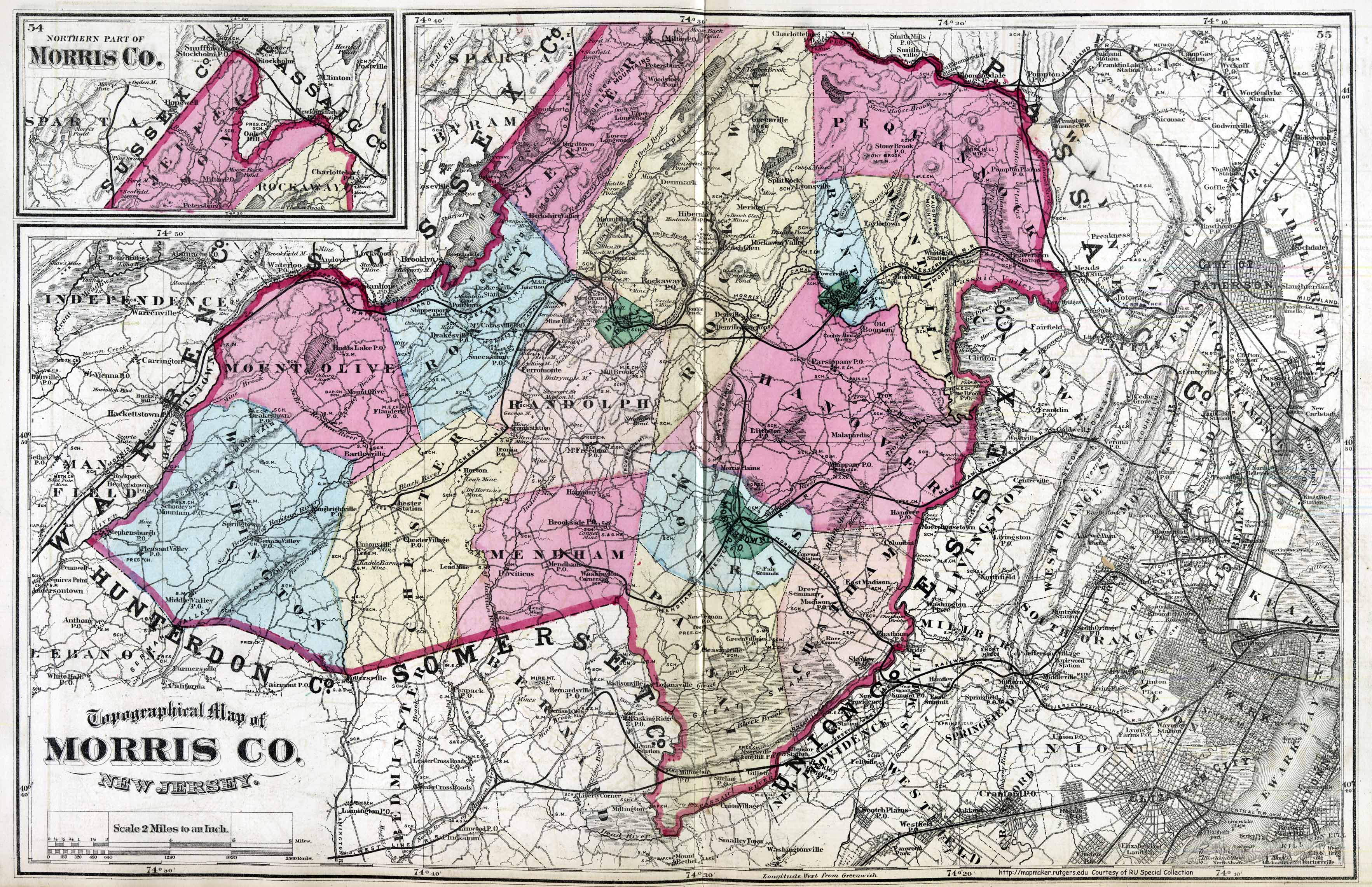
La contea di Morris nel 1872

## Comuni
| - Boonton - town - Boonton Township - township - Butler - borough - Chatham - borough - Chatham Township - township - Chester - borough - Chester Township - township - Denville - township - Dover - town - East Hanover - township - Florham Park - borough - Hanover - township - Harding - township - Jefferson - township | - Kinnelon - borough - Lincoln Park - borough - Long Hill Township - township - Madison - borough - Mendham - borough - Mendham Township - township - Mine Hill - township - Montville - township - Morris Plains - borough - Morris - township - Morristown - town - Mount Arlington - borough - Mount Olive - township | - Mountain Lakes - borough - Netcong - borough - Parsippany-Troy Hills - township - Pequannock - township - Randolph - township - Riverdale - borough - Rockaway - borough - Rockaway Township - township - Roxbury - township - Victory Gardens - borough - Washington - township - Wharton - borough |